# 2017年8月逝世人物列表
2017年逝世人物列表：1月 - 2月 - 3月 - 4月 - 5月 - 6月 - 7月 - 8月 - 9月 - 10月 - 11月 - 12月
2017年8月逝世人物列表，是用於匯總2017年8月期間逝世人物的列表。

## 依日期排序

### 31日
- 麥克·科克里爾（英語：Mike Cockerill），56歲，澳洲足球記者，死於癌症。[1]
- 理查德·諾爾曼·安德森（英语：Richard Anderson），91歲，美國電影及電視演員。
- 埃貢·君特（英语：Egon Günther），90歲，德國電影導演和作家。[2]
- 姚瑞光，97歲，中華民國法律學者、前司法院大法官。[3]

### 30日
- 张俊秀，83岁，中国前足球运动员、教练，曾任中国足协副主席。[4]
- 李国涛，87岁，中国作家，中国作家协会会员，山西省作协荣誉委员。[5]
- 露易絲·賀（英语：Louise Hay），90歲，美國勵志作家。[6]
- 卡羅利·梅克克（英语：Károly Makk），91歲，匈牙利電影導演和編劇。[7]

### 29日
- 鄧永鏘爵士，63歲，香港商人，上海灘服裝品牌和中國會會所創辦人，已故慈善家鄧肇堅爵士長孫，死於肝癌。[8]
- 馬哈茂德·坎蒂·貝洛（英语：Mahmud Kanti Bello），72歲，尼日利亞政治人物，前参议院議員。[9]
- 拉里·埃爾加特（英语：Larry Elgart），95歲，美國爵士樂隊隊長。[10]

### 28日
- 羽田孜（日語：羽田 孜），82岁，日本政治人物，第80任內閣總理大臣，自然衰老而死。[11]
- 趙東振（朝鲜语：조동진），69歲，韓國創作歌手，韓國音樂大獎終身成就獎得主。[12]
- 王曦，人稱加明叔叔，94歲，香港魔術師，音樂家，第一代兒童電視節目主持人。人稱Harry哥哥的王者匡生父。[13]

### 27日
- 艾哈邁德·汗（英语：Ahmed Khan (footballer)），90歲，印度奧運足球員（1948年、1952年（英语：Football at the 1952 Summer Olympics））。[14]
- 易卜拉欣·亞茲迪（英语：Ebrahim Yazdi），85歲，伊朗政治人物和外交官，前外交部部長及副總理，死於癌症。[15]

### 26日
- 陶比·胡柏（英語：Tobe Hooper），74歲，美國導演（《德州電鋸殺人狂》、《鬼哭神號》）。[16]
- 约瑟夫·穆西尔（捷克語：Josef Musil），85歲，捷克排球運動員。[17]
- 萊斯·E·普特尼（英語：Lacey E. Putney），89歲，美國政治人物，前弗吉尼亚州众议院議員。[18]
- 亞當·沃奇克（英语：Adam Wójcik），47歲，波蘭籃球運動員，死於白血病。[19]

### 25日
- 恩佐·達拉（英语：Enzo Dara），78歲，意大利歌劇歌手。[20]
- 德魯·莫菲特（英语：Drew Morphett），69歲，澳洲體育廣播員（ABC）。[21]
- 吳滋福（朝鲜语：오자복），87歲，韓國政治人物，前聯合參謀本部議長、国防部部长及民主平和統一諮問會議首席副議長（朝鲜语：민주평화통일자문회의 수석부의장）。[22]
- 李金花，88歲，马来西亚云顶集团创办人已故林梧桐的遗孀，病逝。[23]

### 24日
- 塞西爾·安德魯斯（英语：Cecil Andrus），85歲，美國政治人物，前爱达荷州州长與美國內政部長，死於肺癌。[24]
- 凱·林尼拉（英语：Kai Linnilä），75歲，芬蘭作家和編輯。[25]
- 徐馨，84岁，中国学者，南京大学地理与海洋科学学院教授。[26]
- 周劭馨，80岁，中国作家协会会员，原南昌教育学院院长。[27]

### 23日
- 愛德華多·安傑洛茲（英语：Eduardo Angeloz），85歲，阿根廷政治人物，前科爾多瓦省省長（英语：Governor of Córdoba）與阿根廷參議院議員。[28]
- 塔斯林，66歲，馬來西亞社運份子。[29]
- 菲奧娜·理查森（英语：Fiona Richardson），50歲，澳洲政治人物，前維多利亞立法會（英语：Victorian Legislative Assembly）諾斯科特選區（英语：Electoral district of Northcote）議員，死於癌症。[30]
- 王光宇，99歲，安徽省人大常委会原主任、党组书记。[31]
- 卢佩章，91岁，中国分析化学家，中国科学院院士。[32]

### 22日
- 徐锡宜，79岁，中国作曲家。[33]
- 內斯托·阿索巴（英语：Nestor Assogba），92歲，貝寧羅馬天主教主教，前天主教帕拉庫總教區和科托努總教區大主教。[34]
- 賈彥文，92歲，台灣羅馬天主教主教，前天主教台北總教區總主教。[35]
- 吉姆·威蘭（英语：Jim Whelan），68歲，美國政治人物，前大西洋城市長（英语：List of Mayors of Atlantic City, New Jersey）、新泽西州参议院與众议院議員，死於心臟病發。[36]
- 王正中，（英語：Ching-Chung Wang），81歲，生物化學家，中華民國中央研究院第19屆（生命科學組）院士。[37]

### 21日

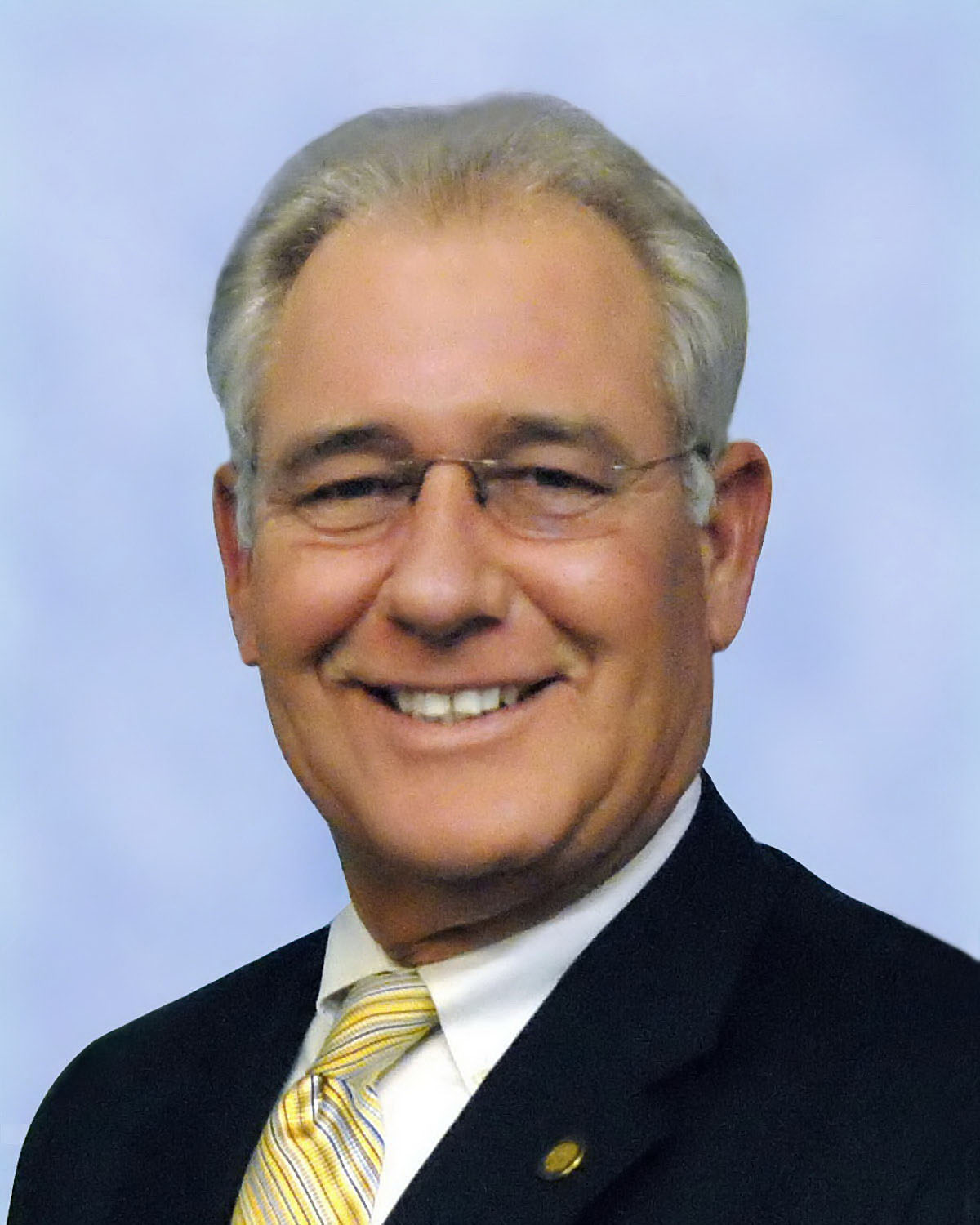
前佛罗里达州参议院與众议院議員埃弗斯

- 格雷格·埃弗斯（英语：Greg Evers），62歲，美國政治人物，前佛罗里达州参议院與众议院議員，死於交通意外。[38]
- 巴伊拉姆·雷傑皮（英语：Bajram Rexhepi），63歲，科索沃政治人物，前科索沃总理，死於中風。[39]
- 高畠埃納加（日語：高畠 エナガ），29歲，日本漫畫家。[40]

### 20日
- 傑利·路易斯（英語：Jerry Lewis），91歲，美國喜劇演員。[41]
- 那提·米斯特拉爾（西班牙語：Nati Mistral），88歲，西班牙女演員和歌手（《士字架的庫里托（英语：Currito of the Cross (1949 film)）》、《歌廳（英语：Cabaret (1953 film)）》、《我的三個愛人（英语：Mis tres amores）》）。[42]
- 加里·韋斯特（英语：Gary West (cyclist)），57歲，澳洲奧運單車教練，死於運動神經元疾病。[43]
- 呂金守，82歲，台灣客家歌手。[44]
- 沈振宇，78岁，中国学者，南京大学电子科学与工程学院教授。[45]

### 19日
- 彼得·杰伊涅金（俄語：Пётр Степанович），79歲，俄羅斯軍官，前俄罗斯空军司令、俄罗斯联邦英雄。[46]
- 薩利夫·迪亞洛（英语：Salif Diallo），70歲，布基纳法索政治人物，前国民议会議長。[47]
- 迪克·葛瑞格里（英語：Dick Gregory），84歲，美國喜劇演員、民權運動家。[48]

### 18日
- 阿方索·阿蘇皮里（英语：Alfonso Azpiri），70歲，西班牙遊戲封面畫家和漫畫家。[49]
- 布魯斯·福賽斯爵士（英語：Sir Bruce Forsyth），89歲，英國電視節目主持（《舞動奇跡》）。[50]
- 長島忠美（日语：長島忠美），66歲，日本政治人物，前众议院議員及山古志村（日语：山古志村）村長。[51]

### 17日

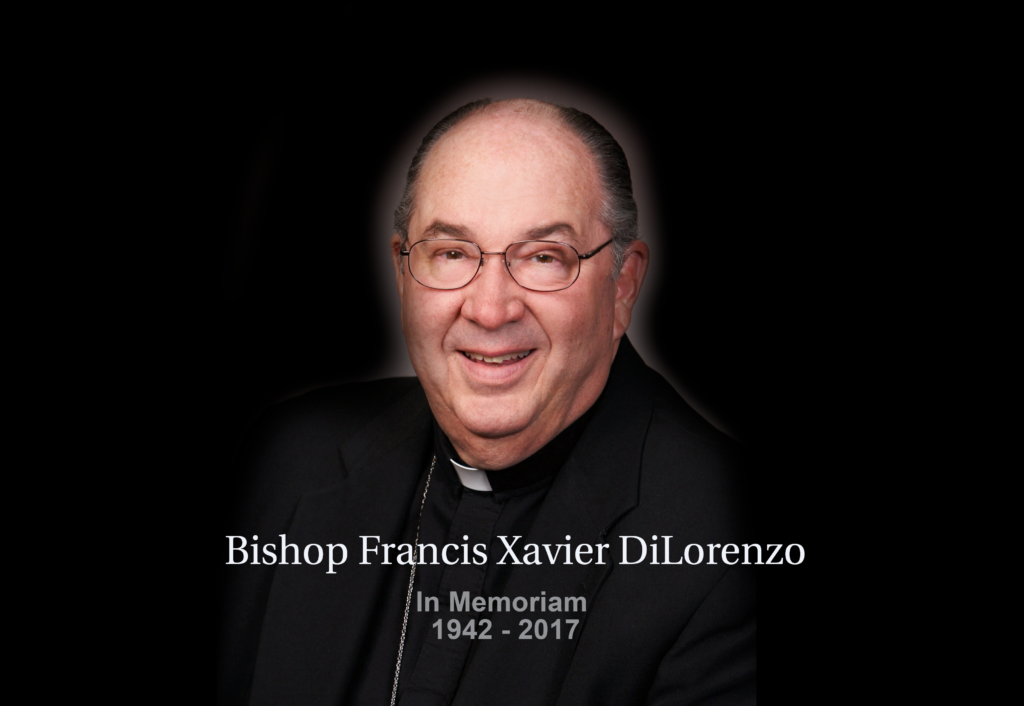
美國羅馬天主教主教迪洛倫佐

- 弗朗西斯·X·迪洛倫佐（英语：Francis X. DiLorenzo），75歲，美國羅馬天主教主教，前天主教檀香山教區及天主教里士满教区主教。[52]
- 西卡·塞利亞（英语：Sirkka Selja），97歲，芬蘭詩人。[53]

### 16日
- 汤姆·霍金斯（英語：Tom Hawkins），80歲，美國籃球員。[54]
- 羅斯·約翰遜（英语：Ross Johnson (politician)），77歲，美國政治人物，前加利福尼亚州众议院及参议院議員，死於癌症。[55]
- 大衛·薩默塞特（英语：David Somerset, 11th Duke of Beaufort），89歲，英國貴族，前英國上議院議員。[56]
- 萊斯特·威廉姆斯（英语：Lester Williams），58歲，美國美式足球運動員（新英格兰爱国者）。[57]
- 韋恩·洛特爾（英語：Wayne Lotter），51歲，南非野生動物保育者，於坦尚尼亞乘坐計程車時被射殺。[58]
- 黄吉虎，79岁，中国两弹一星专家，中国科学技术大学教授。[59]
- 達安輝爵士，89岁，香港医学专科学院创院主席，香港大学荣休教授。[60]

### 15日
- 朱践耳，94岁，中国古典音乐作曲家。[61]
- 王立道，86岁，中国作家，中国作家协会会员，青海省作家协会原副主席。[62]
- 帕維爾·埃戈羅夫（英语：Pavel Egorov），69歲，俄羅斯鋼琴家，死於癌症。[63]
- 韋恩·埃勒（英语：Vern Ehlers），83歲，美國政治人物，前美国众议院密歇根州第三國會選區代表議員。[64]
- 保羅·奧利弗（英语：Paul Oliver），90歲，英國建築與藍調歷史學家。[65]

### 14日
- 弗蘭克·布羅列斯（英语：Frank Broyles），92歲，美國大學美式足球教練和運動總監（阿肯色野生豬（英语：Arkansas Razorbacks）），死於腦退化症。[66]
- 阿德爾克里姆·加拉卜（英语：Abdelkrim Ghallab），98歲，摩洛哥政治人物和作家。[67]
- 安志文，98岁，中国经济体制改革研究会原名誉会长。[68]

### 13日
- 昂瑞（英语：Aung Shwe），99歲，緬甸政治人物和陸軍將軍。[69]
- 巴蒂奧·馬丁·帕蒂諾（英语：Basilio Martín Patino），86歲，西班牙電影和紀錄片導演（《戰爭後的歌曲（英语：Canciones para después de una guerra）》、《高地酋（英语：Caudillo (film)）》）。[70]

### 12日
- 尼爾斯·G·阿斯林（英语：Nils G. Åsling），89歲，瑞典企業家、政治人物和農民，前工業部部長（英语：Minister for Enterprise (Sweden)）。[71]
- 巴東·穆克塔迪（英語：Badong Muktadil），年齡不詳，菲律賓恐怖份子、阿布沙耶夫（Abu Sayyaf）組織高階頭目。[72]
- 約翰·F·魯索（英語：John F. Russo），84歲，美國政治人物，前新泽西州参议院議員與議長，死於食道癌。[73]
- 卢冠忠，60岁，上海应用技术大学原校长，华东理工大学教授。[74]

### 11日
- 阿卜杜勒侯賽恩·阿卜杜勒雷達（英语：Abdulhussain Abdulredha），78歲，科威特演員和作家。[75]
- 以色列·克里斯塔爾（英語：Yiseral Kristal），113歲，以色列超級人瑞、納粹集中營倖存者。[76]
- 戴西·斯威尼（英语：Daisy Sweeney），97歲，加拿大音樂老師。[77]

### 10日
- 維賈伊·納比森（英语：Vijay Nambisan），54歲，印度詩人。[78]
- 路得·普福（德語：Ruth Pfau），87歲，德國後裔巴基斯坦修女和醫生。[79]

### 9日
- 北原鑛治（日语：北原鉱治），95歲，日本民間活動人士、反成田機場建設運動的代表人物之一。[80]
- 傑瑞·坎貝爾（英语：Jerry Campbell），73歲，美國美式足球運動員（渥太華粗魯車手（英语：Ottawa Rough Riders））。[81]
- 約翰奧·約翰遜（英语：Johno Johnson），87歲，澳洲政治人物，前新南威爾斯立法局主席（英语：President of the New South Wales Legislative Council）。[82]
- 王秀雲，72歲，新加坡資深女演員，從影40年。死於腎衰竭。[83]
- 朱英國，77歲，中国遗传学家和水稻生物学家、武汉大学教授、博士生导师、中国工程院院士。[84]

### 8日
- 柳石明，80岁，中国歌唱家。[85]
- 柯俊，100岁，中国材料物理学家，中国科学院院士，北京科技大學教授。钢中贝茵体切变位移运动发现者。[86]
- 胡里奧·塞薩爾·博尼諾（英语：Julio César Bonino），70歲，烏拉圭羅馬天主教主教，前天主教塔夸倫博教區主教。[87]
- 格伦·坎贝尔（英語：Glen Campbell），81岁，美国创作型歌手、演员、电视节目主持人，葛萊美终身成就奖得主，死於阿兹海默症。[88]
- 吉恩·辛格·索漢泊爾（英语：Gyan Singh Sohanpal），92歲，印度政治人物，前西孟加拉邦議會議長（英语：Speaker of the West Bengal Legislative Assembly）。[89]

### 7日
- 中島春雄（日語：中島 春雄），88歲，日本電影演員、特攝角色哥斯拉的主要扮演者。[90]
- 托·若思·福森（英语：Tor Røste Fossen），77歲，挪威足球運動員及經理人（洛辛堡、史達、挪威足球隊）。[91]
- 帕齊·蒂斯爾（英語：Patsy Ticer），83歲，美國政治人物，前維吉尼亞州參議院議員及亞歷山卓市長（英语：List of mayors of Alexandria, Virginia），死於跌倒併發症。[92]
- 陳啟瑞，43歲，台灣警察，執勤中車禍，因公殉職。[93]
- 王献枢，86岁，中国国际法学家，中南财经政法大学法学教授。[94]

### 6日

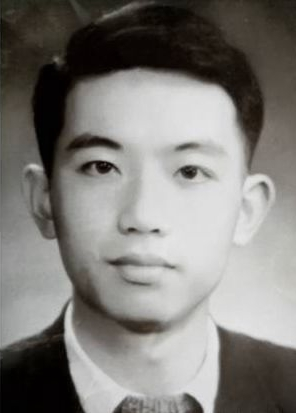
中國外交家厲聲教

- 厲聲教，82歲，中國外交家、國際法學家、教育家。[95]
- 陳俊任，51歲，台灣電視劇導演，死於肺腺癌。[96]
- 蒂姆·荷馬（英语：Tim Homer），43歲，新西蘭電台主持人。[97]
- 凱文·麥克納馬拉（英语：Kevin McNamara (politician)），83歲，英國政治人物，前英國下議院北赫爾河畔金斯頓選區及中赫爾河畔金斯頓選區（英语：Kingston upon Hull Central (UK Parliament constituency)）代表議員，死於胰腺癌。[98]

### 5日
- 恩斯特·曾德尔（德語：Ernst Zündel），78歲，德國新納粹主義者。[99]
- 伊琳娜·貝雷茲納（英语：Irina Berezhna），36歲，烏克蘭政治人物，前乌克兰最高拉达議員，死於交通意外。[100]
- 馬塞利諾·佩雷略·瓦爾斯（英语：Marcelino Perelló Valls），73歲，墨西哥活動家（墨西哥68（英语：Mexico 68））和記者（《精益求精（英语：Excélsior）》）。[101]

### 4日
- 顧福生，82岁，台灣現代美術家，其父為國軍前參謀總長顧祝同上將。[102]
- 大衛·詹姆斯·博文（英语：David James Bowen），91歲，威爾士學者（阿伯里斯特威斯大學）。[103]（死亡公布日期）
- 路易斯·梅樂迪阿（英语：Luiz Melodia），66歲，巴西演員、歌手、作曲家，死於骨髓癌。[104]

### 3日
- 博納文圖拉·杜達（英语：Bonaventura Duda），93歲，克羅地亞方濟會修士和神學家。[105]
- 羅伯特·哈迪（英語：Robert Hardy），91歲，英國知名資深演員，「哈利波特」飾演魔法部長康尼留斯·夫子（Cornelius Fudge）。[106]
- 奇爾頓的哈特男爵加里·哈特（英语：Garry Hart, Baron Hart of Chilton），77歲，英國終身貴族，前英國上議院議員，死於癌症。[107]
- 傅鼎生，64岁，中国民法学家，华东政法大学教授，华东政法大学经济法学院党委书记、副院长，民法学硕士生导师组组长。[108]
- 迪克·海姆里克（英語：Dick Hemric），83歲，美國NBA職業球員（波士頓塞爾提克）。[109]

### 2日
- 沈达人，90岁，中国政治人物，曾任中共江苏省委书记。[110]
- 桑托什·莫漢·德夫（英语：Santosh Mohan Dev），83歲，印度政治人物，前重工業和公共企業部部長（英语：Ministry of Heavy Industries and Public Enterprises）。[111]
- 吉姆·馬爾斯（英语：Jim Marrs），73歲，美國記者、作家、陰謀論者，死於心臟病發。[112]
- 王孫，91歲，台灣演員。[113]

### 1日
- 普什帕·米特拉·巴爾加瓦（英语：Pushpa Mittra Bhargava），89歲，印度科學家、作家和管理員。[114]
- 傑弗里·布羅特曼（英語：Jeffrey Brotman），74歲，美國商人，好市多聯合創辦人。[115]
- 蒋锡夔，90岁，中华人民共和国有机化学家，中国科学院院士。[116]
- 张志诚，77岁，中国作家协会会员，内蒙古自治区群众艺术馆原副馆长。[117]
- 西村昭五郎（日语：西村昭五郎），87岁，日本導演，開啟並長期執導日活粉紅色電影（日语：日活ロマンポルノ）系列作品；死於肺炎。[118]